# T+pazolite
Tomoyuki Hamada (浜田知幸), mais conhecido como t+pazolite é um produtor musical japonês. É conhecido por suas músicas de j-core e participar do círculo Hardcore Tano*C. É conhecido por seu estilo de música caótico e seu uso abundante de samples. É o proprietário da marca C.H.S (Cutie and Headshaking Sounds) ao igual que de seu submarca Movement on the FLOOR, a qual está focada em colaborações com SOUND VOLTEX e outros jogos de ritmo. Tambi'em colabora frequentemente com outros artistas da cena, maioritariamente com Roughsketch e C-Show. Hamada tem contribuído a muitos jogos de ritmo tanto de Konami como de fora da companhia, como por exemplo CHUNITHM, GROOVE COASTER, maimai ou lanota.
Originalmente interpretava canções de Touhou Project, suas primeiras canções inclinavam-se ao happy hardcore, frenchcore ou speedcore, geralmente misturando conceitos de etapas românticas e utilizando muitos samples de desenhos animados, ao igual que muitos instrumentos pouco comuns. Ao longo de sua carreira tem tocado praticamente todos os géneros do espectro da música eletrónica, inclusive fazendo trance psicodélico, trap, twerk ou future bass. Tem expressado também que possui uma conexão especial com a música denpa, às vezes trabalhando com RIZNA e Nanahira.
Seu nome artístico, "t+pazolite", pronuncia-se "topazolite" (とぱぞらいと, To pazoraito), fazendo referência à topazolita, uma variedade amarelo-verdosa do mineral andradita.[carece de fontes?]

## Biografia
Hamada iniciou suas atividades musicais em 2004. Inicialmente, ele compôs e produziu por conta própria para seu próprio selo, chamado CHS (sigla para Cutie and Headshaking Sounds). Em seguida, ingressou no selo Hardcore Tano*C, onde participou de inúmeras compilações.
Em 2016, participou das trilhas sonoras dos aplicativos mobile Groove Coaster 2 Original Style. No final de 2016 foi lançada a compilação Gothic wa Mahouotome Super Compilation CD -LOVE MIX da qual participou e Groove Coaster 2 Heavnly Festival. Com o tempo, suas músicas foram encontradas em diversos jogos de ritmo publicados pela Konami. Ele é creditado no episódio 14 da Japan Anima(tor)'s Exhibition (日本アニメ（ーター）見本市).[carece de fontes?] Em 2017, participou da trilha sonora do jogo War of Brains Re:Boot. JAEPO LIVE 2017 PartyNight2～パーリナイ2～（祭） também contou com t+pazolite, no início de 2017. Em 2021, participou do remix de músicas originais do jogo D4DJ Groovy Mix.

## Discografia

### Álbuns
- Unlimited Spark! (2006)
- GottaMaze ～ゴタマゼ～ (2007)
- Neetmania (2007)
- UltraCute!? (2008)
- GottaMaze2 (2009)
- Unconnected. (2009)
- 108 Sketches (2009, com RoughSketch)
- RESetup; (2010)
- Honey I Scream! (2010)
- 108 Sketches 2 (2010, com RoughSketch)
- Samplejunk (2011)
- Songs For X Girlz (2011)
- Ultra Cutie Breakin'!!!! (2012)
- So Many Materials (2012)
- Answer From X Girlz (2012)
- 108 Sketches 3 (2013, com RoughSketch)
- 絢爛喧騒オリエント (2013)
- 異聞伝承アラカルト (2014)
- 108 Sketches 4 (2015, com RoughSketch)
- Ponko2 Girlish (2015)
- TRI▼FORCE (2016, com aran e Massive New Krew)
- The Best of tpz 2 the Best!!! (2016)
- 108 Sketches 5 (2017, com RoughSketch)
- We are "Lite Show Magic" (2017, como Lite Show Magic)
- Good Evening, HOLLOWood (2017)
- See you Again, HOLLOWood (2018)
- REALLY Don't Waste Me! (2019)
- リファクタリング・トラベル (2019)
- Without Permission (2020)
- Heartache Debug (2021)
- Screamin' Showcase (2021)
- Fake circus (2023)

### EP
- Cutie Breaks E.P. (2011)
- Hommaging Greats (2011)
- Lite Show Magic E.P. (2013, como Lite Show Magic)
- Dom't waste me! E.P. (2015)
- I WANNA WANNA WANNA REMIX!!! e.p. (2018)
- juiCy fruiTs (2019, como Lite Show Magic)
- NGHTSHFT (2020)

### Singles
- Virtual Pilgrim (2017, como Lite Show Magic)
- Duello (2018, com Cranky)
- HYPER4ID (2018)
- Hanavision (2020)
- Mood Breaker (2020)
- The Dummies (2022)